# Баварская советская республика
Бава́рская сове́тская респу́блика (нем. Bayerische Räterepublik) или Мюнхенская советская республика (нем. Münchner Räterepublik) — кратковременное непризнанное государственное образование, провозглашённое советом рабочих и солдатских депутатов 6 апреля 1919 года в Мюнхене во время революции в Германии. По версии Большой советской энциклопедии и Льва Троцкого, она была провозглашена 13 апреля. Просуществовала до 3 мая 1919 года.
Высший орган — Баварский съезд советов рабочих, солдатских и крестьянских депутатов (Kongress der bayerischen Arbeiter-, Soldaten- und Bauernräte), между Баварскими съездами советов — Баварский исполнительный комитет рабочих советов (Vollzugsrat der bayerischen Arbeiterräte).

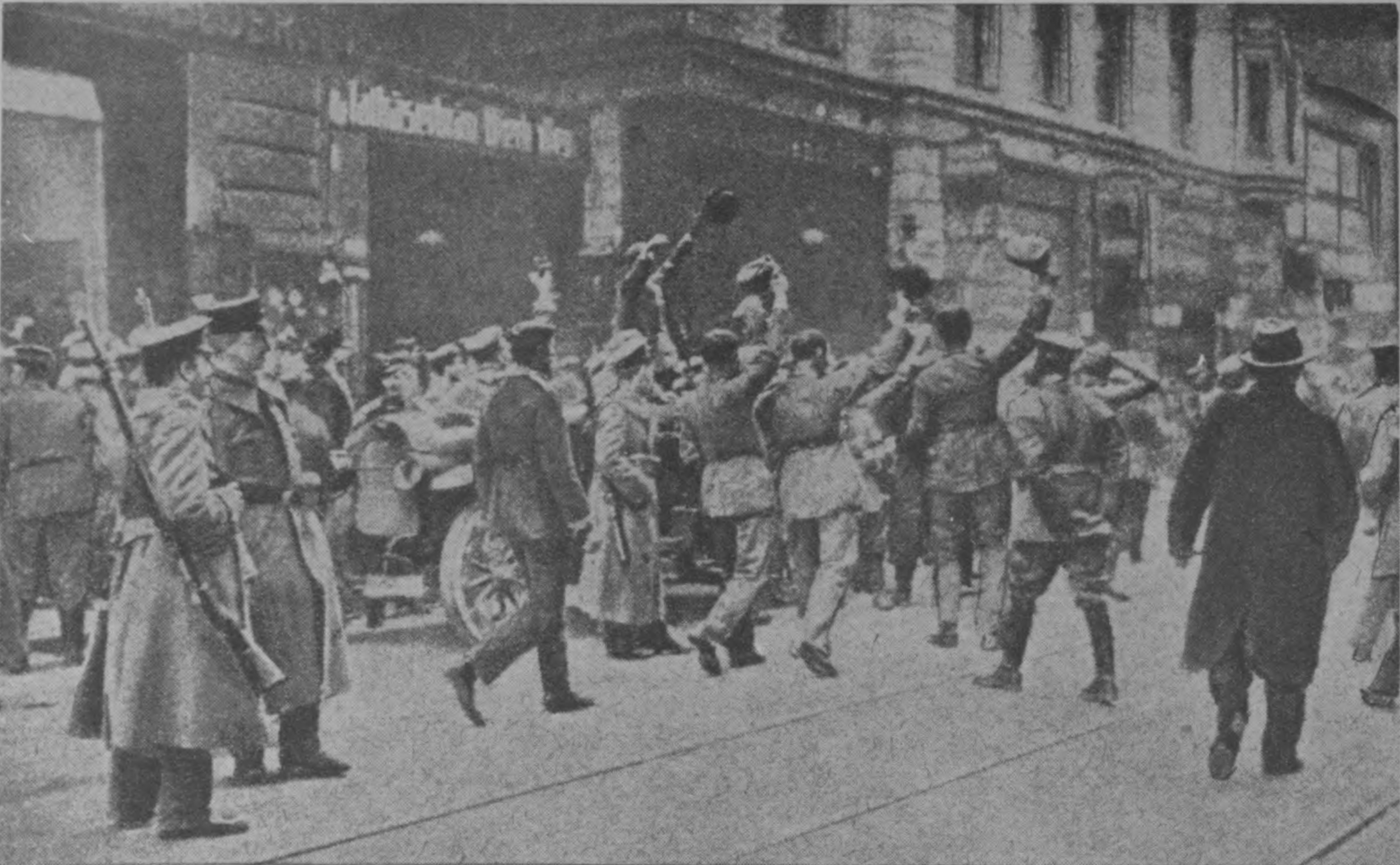
Горожане Мюнхена приветствуют провозглашение республики в Баварии.

## Предыстория
7 ноября 1918 года в Мюнхене начались массовые демонстрации против монархии Виттельсбахов, которые возглавил член Независимой социал-демократической партии Германии (НСДПГ) Курт Эйснер совместно с лидером революционного крыла Баварского крестьянского союза Людвигом Гандорфером. В ночь на 8 ноября на заседании Мюнхенского совета рабочих и солдатских депутатов Эйснер объявил короля Людвига III низложенным и объявил установление социалистической республики — Народного государства Бавария.
8 ноября 1918 года Советом было сформировано временное правительство, в котором Эйснер стал премьер-министром и министром иностранных дел.
На выборах в ландтаг, прошедших 12 января 1919 года, относительное большинство получила католическая Баварская народная партия. НСДПГ получила 2,53 % голосов и 3 места, что означало отставку правительства. Когда 21 февраля 1919 года Эйснер направлялся в ландтаг Баварии, чтобы официально сложить полномочия, он был застрелен монархистом графом Антоном фон Арко-Валлеем. Правые круги, к которым принадлежал граф, ненавидели Эйснера не только потому, что тот несколько недель занимал свой пост вопреки воле большинства избирателей, но из-за того что тот был евреем из Берлина и пацифистом. Основной виной Эйснера они считали публикацию в выдержках баварских документов о развязывании мировой войны, в которых руководство Германии представало в невыгодном свете, причём Эйснер опустил важные пассажи, что вызвало подозрение в манипуляции и у людей с умеренными политическими взглядами.
Покушение на Эйснера сразу же повлекло за собой реакцию — коммунист и член совета рабочих депутатов в отместку за убийство выстрелил в ландтаге в Эрхарда Ауэра, председателя баварского отделения СДПГ, тяжело ранив его, также нанёс смертельное ранение одному из секретарей военного министерства, попытавшемуся его остановить. В перестрелке погиб также депутат от Баварской народной партии.
Последовавшие волнения привели к установлению Баварской советской республики. Правительство в это время возглавлял социал-демократ Эрнст Никиш.

## Первое советское правительство Толлера
В ночь с 6 на 7 апреля коммунисты и анархисты, воодушевлённые известием о коммунистической революции в Венгрии, провозгласили советскую республику.
С 6 апреля по 12 апреля 1919 года первое правительство Баварской советской республики возглавлял немецкий писатель, член НСДПГ 25-летний Эрнст Толлер. Толлер призвал несуществующую Баварскую Красную армию поддержать новую диктатуру пролетариата и безжалостно пресекать любое контрреволюционное поведение. КПГ неохотно приняла участие в создании новой советской республики, хотя председатель партии Пауль Леви осудил республику за «революционный авантюризм».

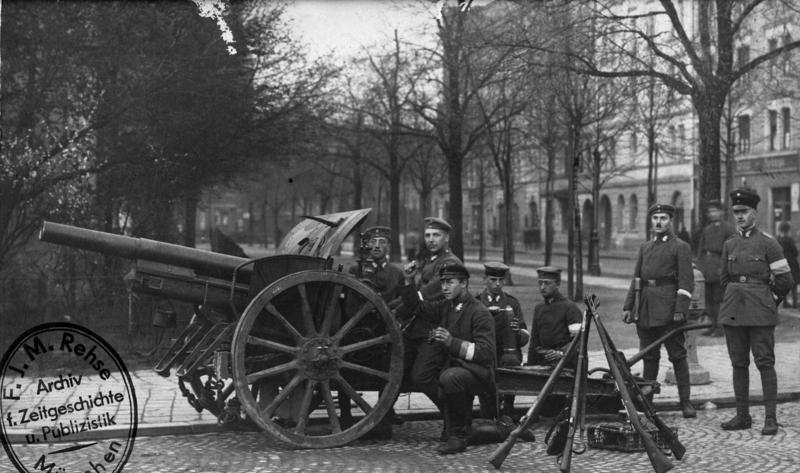
Солдаты Фрайкора с гаубицей

Правительство Гофмана бежало в Бамберг на севере Баварии, который оно объявило новой резиденцией правительства.

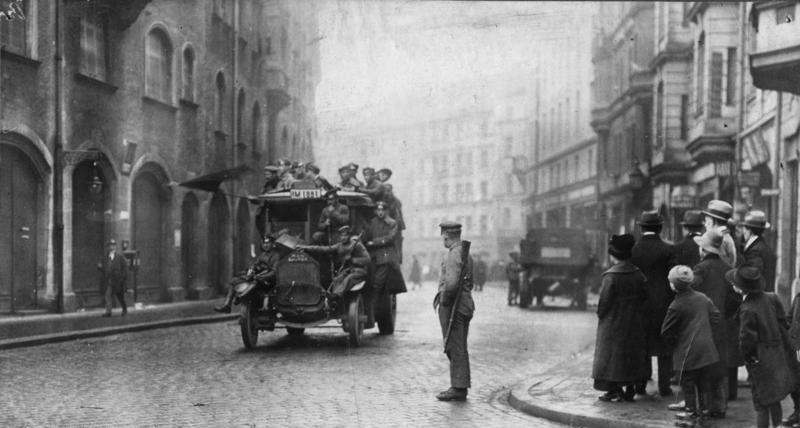
Революция в Мюнхене, 1919 год

Республикой управляли члены СДПГ, такие как Эрнст Толлер, и анархисты, такие как писатель Густав Ландауэр, экономист Сильвио Гезелл и драматург Эрих Мюзам. Толлер, который также был драматургом, назвал революцию «Баварской революцией любви». В кофейном обществе Швабинга новое правительство стало известно как «режим кофейных анархистов».
Выбор членов кабинета Толлера был неоднозначным. Например, на должность начальника полиции Мюнхена был назначен грабитель, осуждённый за аморальное поведение. Самым печально известным был комиссар иностранных дел доктор Франц Липп, которого несколько раз помещали в психиатрическую больницу. Он объявил войну Вюртембергу и Швейцарии из-за отказа Швейцарии предоставить республике 60 локомотивов. Он утверждал, что хорошо знаком с Папой Римским Бенедиктом XV и сообщил Владимиру Ленину и Папе Римскому по телеграфу, что свергнутый бывший министр-президент Гофман бежал в Бамберг и забрал с собой ключ от министерского туалета.
Короткое правление Толлера характеризовалось смелыми заявлениями без реальных действий. Министр жилищного строительства издал указ, согласно которому в домах не могло быть больше трёх комнат, а гостиная всегда должна была располагаться над кухней и спальней. Также было объявлено, что концепция Freigeld (букв. 'свободных денег') министра финансов Сильвио Гезелла будет реализована, хотя этого так и не произошло.
После подавления рабочими контрреволюционного путча ушёл в отставку.

## Второе правительство Евгения Левина
13 апреля — 27 апреля 1919 года республику возглавлял русско-немецкий большевик Евгений Левине. После неудачного путча власть в республике была захвачена КПГ, получившей благословение Ленина. Верховной властью БСР был объявлен Комитет действия. Правительство БСР ввело рабочий контроль на предприятиях, провело национализацию банков, сформировало Красную армию и Чрезвычайную комиссию по борьбе с контрреволюцией. Была начата подготовка к созыву Всебаварского Съезда Советов. При Левине была проведена конфискация денежных средств, продуктов питания и частного оружия, а роскошные квартиры передавались бездомным. Одна из главных церквей Мюнхена была захвачена и превращена в революционный храм, которым должна была управлять «Богиня Разума». Бавария должна была стать авангардом большевизации Центральной Европы, а все рабочие должны были пройти военную подготовку. 
Массовая экспроприация и другие действия диктатуры, которые проводились по советам и под частичным руководством Владимира Ильича Ленина, привела к очень быстрому ухудшению и без того плачевного состояния в регионе. Одной из главных проблем была нехватка продовольствия, особенно молока. Общественное недовольство нехваткой молока приобрело политический характер, что вынудило коммунистическое правительство публично заявить: «Какое это имеет значение? ... Большая часть молока всё равно достаётся детям буржуазии. Мы не заинтересованы в том, чтобы они выжили. Ничего страшного, если они умрут — они всё равно вырастут врагами пролетариата».
До 29 апреля 1919 года срочно организованная Баварская Красная армия во главе с коммунистом Эгльгофером вела успешные бои за установление контроля над территорией Баварии, успешно отразив атаку очень малочисленных войск. 27 апреля коммунисты вышли из состава правительства Баварской советской республики.
29 апреля германские войска и части Фрайкора перешли в контрнаступление. 1 мая 1919 правительственные войска и соединения Фрайкора вошли в Мюнхен. 3 мая — последнее заседание правительства БСР.[уточнить] 5 мая 1919 были подавлены последние очаги сопротивления.

## Последствия
Баварская советская республика сыграла важную роль в формировании революционных настроений. Впервые левым радикалам удалось взять власть в крупном немецком городе на такое длительное время. Сторонники республики проводили курсы для рабочих, рассказывали об основах марксизма, в то время как их противники рассказывали о миллионах русских евреев, приехавших из России, об аэропланах, которые перевозили из Москвы через Будапешт миллионы рублей и марок для поддержки Красной армии. «Против этого типа мечтательных, фанатичных, христоподобных еврейских революционеров может помочь лишь расстрел на месте», — писал обычно политкорректный и нейтральный Томас Манн.
Еврейское происхождение многих деятелей и идеологов БСР дали мощный толчок к традиционному антисемитизму, который ещё Бисмарк подавлял в Баварии «как бескультурье». Неспокойный период в Баварии использовался консервативными и ультраправыми кругами для разжигания страха и ненависти к «большевизму» в баварском обществе. В дальнейшем Гитлер нашёл в Мюнхене идеальную почву для распространения своих идей.
Одним из решающих итогов Баварской Советской республики стало усиление вражды между немецкими социалистами и коммунистами (последних стали считать «иностранными агентами» из-за их подчинения «российским советам» и Коминтерну), и значительное снижение их шансов на политический успех. Более того, бессмысленные незаконные действия и жестокость коммунистов (включая расстрелы невинных гражданских заложников) отвернули от них большинство населения, открывая путь для формирования «другого пути», которым стала Национал-социалистическая немецкая рабочая партия.